# Šivta
Šivta (hebr. שבטה) bylo město v Negevské poušti založené Nabatejci na konci 1. století př. n. l. Zaniklo v 8. století. Po vzniku Státu Izrael zde začal archeologický průzkum, který trvá doposud. Roku 2005 byla Šivta spolu s dalšími pouštními městy zapsána na seznam světového dědictví UNESCO jako součást Kadidlové stezky.
Šivta byla ve svém počátku malou zemědělskou vesnicí, jejímž údělem bylo shromažďovat dešťovou vodu. Podílela se také na řízení vesnic, které nabatejci založili v Negevských výšinách. Šivta vznikla zřejmě na konci 1. století př. n. l. či na počátku 1. století n. l. a nabatejským sídlištěm byla, dokud roku 106 nepadla do rukou Římanů.
V byzantském období žilo v Šivtě křesťanské společenství. Dokladem toho jsou archeologické vykopávky, které odkryly zbytky tří kostelů datované do 7. století. V tomto období dosáhla Šivta svého vrcholu. Počet obyvatel činil asi 2 000.
Během arabské expanze však bylo město dobyto. Arabové po sobě zanechali pevnost, která se dochovala až dodnes. Šivta byla opuštěna zřejmě v 8. století, v době vlády Abbásovců.